# Itilleq (ö)
Itilleq (danska: Eggers Ø) är en ö i Grönland (Kungariket Danmark). Den ligger i kommunen Kujalleq, i den södra delen av Grönland. Arean är 308 kvadratkilometer.
Terrängen på Itilleq är kuperad. Öns högsta punkt är 1 206 meter över havet. Den sträcker sig 22,4 kilometer i nord-sydlig riktning, och 27,3 kilometer i öst-västlig riktning. Ön är främst täckt av is och snö.
På ön finns Kap Farvel, Grönlands sydligaste punkt. 